# Villelaure
Villelaure – miejscowość i gmina we Francji, w regionie Prowansja-Alpy-Lazurowe Wybrzeże, w departamencie Vaucluse.
Według danych na rok 1999 gminę zamieszkiwało 2914 osób, a gęstość zaludnienia wynosiła 117 osób/km² (wśród 963 gmin regionu Prowansja-Alpy-W. Lazurowe Villelaure plasuje się na 259. miejscu pod względem liczby ludności, natomiast pod względem powierzchni na miejscu 530.).

## Populacja

Populacja Villelaure w latach 1962-2008